# Adolf Bauer (Politiker, 1945)

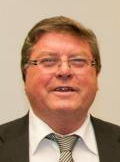
Adolf Bauer (2012)

Adolf Albin Bauer (* 26. Mai 1945 in Würzburg) ist ein deutscher Politiker. Er war 31 Jahre lang bischöflicher Finanzdirektor der Diözese Würzburg und ist seit 1984 Mitglied des Würzburger Stadtrats. Er gehört der Stadtratsfraktion der CSU an und war von 1996 bis 2020 ehrenamtlicher Zweiter Bürgermeister der Stadt Würzburg.

## Leben und Ausbildung
Adolf Bauer besuchte das Internat des Würzburger Augustinerklosters. Nach dem Abitur am Wirsberg-Gymnasium studierte er Sozial- und Wirtschaftswissenschaften an der Julius-Maximilians-Universität Würzburg und an der Hochschule für Welthandel in Wien. 1973 wurde er an dieser Hochschule zum Doktor der Sozial- und Wirtschaftswissenschaften promoviert. Adolf Bauers Sohn ist der Banker Michael Bauer, der in London die internationale Stiftung Antiope betreut, seine Schwiegertochter die Pianistin Katja Huhn.

### Bischöflicher Finanzdirektor
Seit 1973 war Bauer im Bischöflichen Ordinariat Würzburg für Sonderaufgaben wie den Aufbau der EDV oder die Planung des Haushalts verantwortlich. Im Januar 1979 ernannte ihn Bischof Josef Stangl zum Finanzdirektor der Diözese. Er war für Finanz- und Vermögensfragen in der Diözese Würzburg zuständig. Bauer verblieb knapp 31 Jahre in diesem Amt und wurde im Mai 2010 altersbedingt in den Ruhestand verabschiedet.

### Stadtrat und Bürgermeister von Würzburg
Seit 1984 sitzt Bauer für die CSU-Fraktion im Würzburger Stadtrat und war von 1996 bis 2020 ehrenamtlicher Bürgermeister in Würzburg. In seinem politischen Wirken ist er Mitglied des Ältestenrates und des regionalen Planungsverbandes Würzburg. Vom 7. Oktober 2013 bis zum 31. März 2014 übernahm er kommissarisch das Amt des Oberbürgermeisters. Am 5. Mai 2014 wurde er in der konstituierenden Sitzung des neu gewählten Stadtrats für weitere sechs Jahre zum Zweiten Bürgermeister gewählt. Mit der Neuwahl des Stadtrats im März 2020 gab er dieses Amt auf, gehörte danach aber weiterhin dem Stadtrat als „Stimmkönig“ an.

### Stifter
Im Jahr 2018 gründete Adolf Bauer mit seiner Ehefrau Doris Bauer die Dr. Adolf und Doris Bauer-Stiftung zur Unterstützung schulischer und wissenschaftlicher Projekte. Hierfür wurde er 2021 zum Ehrenbürger der Universität Würzburg ernannt.

## Ehrungen und Auszeichnungen
- 1993: Bundesverdienstkreuz am Bande
- Kommunale Verdienstmedaille in Bronze
- Goldene Dankplakette des Malteser Hilfsdienstes
- 2003: Ehrendoktor der Katholischen Universität Cordoba in Argentinien (UCC)
- 2004: Päpstlicher Gregoriusorden
- Ehrenmitglied des Augustinerordens
- Goldenes Ehrenzeichen der Salesianer Don Boscos
- 2008: Gambrinus der Gemeinschaft Mainfranken-Bier
- 2016: Ehrenring der Stadt Würzburg
- 2017: Kommunale Verdienstmedaille in Silber[10]
- 2020: Ernennung zum Altbürgermeister
- 2021: Ernennung zum Ehrenbürger der Universität Würzburg
- 2024: Europa-Medaille der Fraktion der Europäischen Volkspartei (EVP) des Europäischen Parlamentes[11]
- 2024: Ehrung zum 40-jährigen Jubiläum als Stadtrat durch Oberbürgermeister Christian Schuchardt[10]

## Mitgliedschaften
- Diözesangeschichtsverein: Vorstandsmitglied
- Gesellschaft zur Förderung der Augustinusforschung: Stellvertretender Vorsitzender
- Katholische Akademie Domschule:  Verwaltungsratsmitglied und stellvertretender Vorsitzender des Fördervereins
- Katholisches Schulwerk in Bayern: Mitinitiator im Jahr 1983 und Verwaltungsrat.
- K.St.V. Normannia Würzburg im KV
- K.St.V. Walhalla Würzburg im KV Ehrenmitglied
- Pfarrgemeinde-, Dekanats- und Diözesanrat  (vormalig)
- St.-Bruno-Werk: Aufsichtsratsvorsitzender
- Verband der Diözesen Deutschlands: Mitarbeit in der Finanz-,  Verlags- und Rechtskommission
- Weltbild-Verlag: Mitglied des Aufsichtsrats  (vormalig)[12]